# Liste der Kulturdenkmale in Kastorf
In der Liste der Kulturdenkmale in Kastorf sind alle Kulturdenkmale der schleswig-holsteinischen Gemeinde Kastorf (Kreis Herzogtum Lauenburg) aufgelistet (Stand: 10. März 2025).

## Legende
In den Spalten befinden sich folgende Informationen:
- Objekt-ID: die Nummer des Kulturdenkmales
- Lage: die Adresse des Kulturdenkmales und die geographischen Koordinaten. Kartenansicht, um Koordinaten zu setzen. In der Kartenansicht sind Kulturdenkmale ohne Koordinaten mit einem roten Marker dargestellt und können in der Karte gesetzt werden. Kulturdenkmale ohne Bild sind mit einem blauen Marker gekennzeichnet, Kulturdenkmale mit Bild mit einem grünen Marker.
- Offizielle Bezeichnung: Bezeichnung des Kulturdenkmales
- Beschreibung: die Beschreibung des Kulturdenkmales
- Bild: ein Bild des Kulturdenkmales

## Bauliche Anlagen
| Objekt-ID     | Lage                                        | Offizielle Bezeichnung               | Beschreibung | Bild            |
| ------------- | ------------------------------------------- | ------------------------------------ | --- | --------------- |
| 1391 Wikidata | Alter Hof 8 (53° 45′ 1″ N, 10° 34′ 9″ O)    | Verwalterhaus                        | Alteintragung (Aktualisierung vorgesehen) - Begründung: Alteintragung (Aktualisierung vorgesehen) - Schutzumfang: Alteintragung (Aktualisierung vorgesehen) - Denkmaltyp: Bauliche Anlage | BW              |
| 1392 Wikidata | Alter Hof 8 (53° 45′ 1″ N, 10° 34′ 9″ O)    | Verwalterhaus: nördlicher Flankenbau | Alteintragung (Aktualisierung vorgesehen) - Begründung: Alteintragung (Aktualisierung vorgesehen) - Schutzumfang: Alteintragung (Aktualisierung vorgesehen) - Denkmaltyp: Bauliche Anlage | BW              |
| 915 Wikidata  | Alter Hof 8 (53° 45′ 1″ N, 10° 34′ 8″ O)    | Verwalterhaus: westlicher Flankenbau | Alteintragung (Aktualisierung vorgesehen) - Begründung: Alteintragung (Aktualisierung vorgesehen) - Schutzumfang: Alteintragung (Aktualisierung vorgesehen) - Denkmaltyp: Bauliche Anlage | BW              |
| 914 Wikidata  | Alter Hof 11 (53° 44′ 59″ N, 10° 34′ 12″ O) | Herrenhaus                           | 1801/1802 vom dänischen Baumeister Christian Frederik Hansen entworfen und von Joseph Christian Lillie erbaut. Alteintragung (Aktualisierung vorgesehen) - Begründung: Alteintragung (Aktualisierung vorgesehen) - Schutzumfang: Alteintragung (Aktualisierung vorgesehen) - Denkmaltyp: Bauliche Anlage | Fotos hochladen |

## Quelle
- Liste der Kulturdenkmale in Schleswig-Holstein – Herzogtum Lauenburg (PDF)

- Karte mit allen Koordinaten:
- OSM |
- WikiMap